# Elisabeth Neumann-Viertel
Elisabeth Neumann-Viertel (Vienna, 5 aprile 1900 – Vienna, 24 dicembre 1994) è stata un'attrice austriaca.
Dal 1949 al 1953 (morte di lui) è stata sposata con Berthold Viertel.